# Magny-Lormes
Magny-Lormes és un municipi francès, situat al departament del Nièvre i a la regió de Borgonya - Franc Comtat. L'any 2007 tenia 99 habitants.

## Demografia

### Població
El 2007 la població de fet de Magny-Lormes era de 99 persones. Hi havia 48 famílies, de les quals 16 eren unipersonals (8 homes vivint sols i 8 dones vivint soles), 20 parelles sense fills i 12 parelles amb fills.
La població ha evolucionat segons el següent gràfic:
Habitants censats

### Habitatges
El 2007 hi havia 89 habitatges, 49 eren l'habitatge principal de la família, 28 eren segones residències i 12 estaven desocupats. 87 eren cases i 1 era un apartament. Dels 49 habitatges principals, 38 estaven ocupats pels seus propietaris, 10 estaven llogats i ocupats pels llogaters i 1 estava cedit a títol gratuït; 1 tenia una cambra, 7 en tenien dues, 11 en tenien tres, 9 en tenien quatre i 21 en tenien cinc o més. 37 habitatges disposaven pel capbaix d'una plaça de pàrquing. A 22 habitatges hi havia un automòbil i a 21 n'hi havia dos o més.

### Piràmide de població
La piràmide de població per edats i sexe el 2009 era:
| Homes | Edats   | Dones |
| ----- | ------- | ----- |
| 4     | 95 o +  | 12    |
| 0     | 90 a 94 | 28    |
| 4     | 85 a 89 | 16    |
| 20    | 80 a 84 | 20    |
| 8     | 75 a 79 | 40    |
| 44    | 70 a 74 | 36    |
| 44    | 65 a 69 | 20    |
| 28    | 60 a 64 | 44    |
| 44    | 55 a 59 | 32    |
| 64    | 50 a 54 | 52    |
| 52    | 45 a 49 | 60    |
| 44    | 40 a 44 | 48    |
| 48    | 35 a 39 | 64    |
| 88    | 30 a 34 | 68    |
| 36    | 25 a 29 | 40    |
| 12    | 20 a 24 | 28    |
| 56    | 15 a 19 | 28    |
| 52    | 10 a 14 | 28    |
| 48    | 5 a 9   | 48    |
| 56    | 0 a 4   | 20    |

## Economia
El 2007 la població en edat de treballar era de 59 persones, 34 eren actives i 25 eren inactives. De les 34 persones actives 28 estaven ocupades (18 homes i 10 dones) i 6 estaven aturades (1 home i 5 dones). De les 25 persones inactives 17 estaven jubilades, 1 estava estudiant i 7 estaven classificades com a «altres inactius».

### Ingressos
El 2009 a Magny-Lormes hi havia 38 unitats fiscals que integraven 69 persones, la mediana anual d'ingressos fiscals per persona era de 19.063 €.

### Activitats econòmiques
Dels 4 establiments que hi havia el 2007, 1 era d'una empresa de construcció, 2 d'empreses de comerç i reparació d'automòbils i 1 d'una empresa classificada com a «altres activitats de serveis».
L'únic servei als particulars que hi havia el 2009 era un paleta.
Els 2 establiments comercials que hi havia el 2009 eren botigues de mobles.
L'any 2000 a Magny-Lormes hi havia 5 explotacions agrícoles.

## Poblacions més properes
El següent diagrama mostra les poblacions més properes.